# Aronia
Aronia Medik. è un genere di piante della famiglia delle Rosacee diffuso in Nord America.

## Descrizione
Si trova sotto forma di cespuglio o arbusto. 
I frutti, della dimensione di un pisello e spesso ricoperti da cera, possono ricordare i mirtilli nell'aspetto, ma non nel gusto che è molto più aspro. La maturazione avviene in autunno; un periodo di gelo addolcisce il loro gusto. Risultano adatti soprattutto nella preparazione di confetture.

## Distribuzione e habitat
Originaria del Nordamerica orientale, pare essere stata introdotta nell'agricoltura europea agli inizi del '900 dal biologo e coltivatore russo Ivan Mičurin.

## Tassonomia
Il genere comprende le seguenti specie:
- Aronia arbutifolia (L.) Pers.
- Aronia melanocarpa (Michx.) Elliott
- Aronia × prunifolia (Marshall) Rehder

## Usi
I piccoli pomi vengono sia trasformati in succhi, sia consumati come l'uva passa, parzialmente essiccati.
Per via dell'elevato contenuto di flavonoidi, vitamina K e vitamina C, l'aronia era considerata sia in Polonia che in Russia una pianta medicinale.
Le bacche di una delle specie vengono usate come sostituto di coloranti alimentari, tipicamente il rosso cocciniglia A, per via dell'intenso colore rosso.
Il contenuto di antociani è di 1,480 g per 100 g facendone la pianta con la maggiore concentrazione.
L'aronia nera ha proprietà legate al contenuto di vitamine C e K e sali minerali, anche se sono gli antociani, polifenoli e flavonoidi contenuti nelle bacche di Aronia melanocarpa a conferirle particolari proprietà antiossidanti. L'aronia è considerata dal Dipartimento dell'Agricoltura degli Stati Uniti d'America il secondo fra gli alimenti per proprietà antiossidanti.